# Сарсанія Ксенія Павлівна
Ксенія (Кіонія) Павлівна Сарсанія (14 вересня 1903, село Інгірі Кутаїської губернії, тепер Зугдідський муніципалітет, Грузія — 3 червня 1971, село Інгірі, тепер Зугдідський муніципалітет, Грузія) — грузинська радянська діячка, колгоспниця колгоспу «Інгірі» села Інгірі Зугдідського району Грузинської РСР. Депутат Верховної ради СРСР 2-го скликання. Герой Соціалістичної Праці (29.08.1949).

## Життєпис
Народилася в селянській родині. Трудову діяльність розпочала в сільському господарстві. З початком колективізації одна з перших вступила до місцевого колгоспу «Інгірі» Зугдідського району Грузинської РСР. Ударно працювала на чайних плантаціях, була стахановкою. Член ВКП(б) з 1940 року.
За підсумками роботи в 1948 році ланка Сарсанії отримала врожай сортового зеленого чайного листа по 8359 кілограмів з гектара на площі 4 гектари. Указом Президії Верховної ради СРСР від 29 серпня 1949 року за «отримання високих урожаїв сортового зеленого чайного листя та цитрусових плодів у 1948 році» Сарсанії Ксенії Павлівні присвоєно звання Героя Соціалістичної Праці з врученням ордена Леніна і золотої медалі «Серп і Молот».
Неодноразово була учасницею Всесоюзної сільськогосподарської виставки та Виставки досягнень народного господарства (ВДНГ) СРСР.
Персональний пенсіонер союзного значення. Мешкала в рідному селі Інгірі, де й померла 3 червня 1971 року.

## Нагороди
- Герой Соціалістичної Праці (29.08.1949)
- чотири ордени Леніна (24.02.1941; 29.08.1949; 19.07.1950; 1.09.1951)
- орден Трудового Червоного Прапора (24.02.1945)
- Сталінська премія ІІІ ст. (26.06.1946) — за розробку нових способів обробки чайних кущів, що забезпечили отримання врожаїв чайного листа понад 11 тонн з гектара
- медаль «За оборону Кавказу» (1.05.1944)
- медаль «За доблесну працю у Великій Вітчизняній війні 1941—1945 рр.» (1945)
- медаль «За трудову доблесть»
- медаль «За доблесну працю. В ознаменування 100-річчя з дня народження Володимира Ілліча Леніна» (1970)
- медаль «Ветеран праці»
- золоті, срібні та бронзові медалі (18) Виставки досягнень народного господарства (ВДНГ) СРСР
- значок «Відмінник соціалістичного сільського господарства»